# Кубота, Мина
Мина Кубота (яп. 窪田ミナ) (род. 5 февраля 1972 года, Фукуока, Япония) — японский композитор, аранжировщик и пианист.
Родилась в префектуре Фукуока. Она с самого детства играла на пианино, и в подростковом возрасте дала множество фортепианных концертов по всему миру. Окончила Королевский музыкальный колледж и Высшую школу музыки. В основном проводит музыкальные мероприятия в Великобритании. С 2001 года работает в Японии.
Две самые её известные работы — Undine (яп. ウンディーネ) и Euphoria (яп. ユーフォリア), поднявшиеся в чартах Японии на 25-е и 18-е места соответственно. Обе являются опенингами для аниме Aria.

## Список работ
- A Whisker Away
- Kaleido Star
- Kannazuki no Miko
- Shattered Angels
- Gensou Suikoden[англ.]
- Письмо для Момо
- Photo Kano[англ.]